# Teocuitatlán de Corona
Teocuitatlán de Corona là một đô thị thuộc bang Jalisco, México. Năm 2005, dân số của đô thị này là 10226 người.